# ورمش
ورمش (به لاتین: Vermeș) یک سکونتگاه مسکونی در رومانی است که در شهرستان کاراش-سورین واقع شده‌است.

## خصوصیات
ورمش ۱٬۷۷۰ نفر جمعیت دارد.